# Polgár család
A budapesti Polgár családot a szülők kísérleti nevelési módszere, és a három lány gyermek ennek hatására elért kiemelkedő sakkteljesitménye tette ismertté. A család tagjai:
- Polgár László (pedagógus), édesapa, neveléspszichológiával foglalkozó pedagógus
- Polgár Lászlóné Altberger Klára, édesanya, pedagógus
- Polgár Judit nemzetközi nagymester,
- Polgár Zsófia nemzetközi nagymester
- Polgár Zsuzsa nemzetközi nagymester

## Nevelési módszer
A módszer a nevelés elsőbbségét kívánta bizonyítani a született tehetséggel és adottságokkal szemben. Alapgondolata, hogy egyetlen speciális területre összpontosít kicsi gyermekkortól kezdve, ami korai sikereket hoz.  Ez a siker szárnyat ad a további fejlődéshez és biztosítja hosszútávon a kiemelkedő eredményeket. Szigorú, de a szellemi terhelés és a sport között optimális egyensúlyt teremtő napirendet alakít ki, melynek során semmilyen üresjárat nincsen, hanem minden pillanat intenzíven ki van használva a kitűzött cél elérése érdekében. Ez kizárja, hogy közoktatási intézménybe járjon a gyermek. A módszer kizárólag magántanulókkal valósítható meg. Polgár László nevelési elveit Nevelj zsenit! című könyvében foglalta össze.
Támadási felületet az szolgáltat, hogy a módszer minden más területet háttérbe szorít, így egyoldalú fejlődést eredményez. Továbbá, az otthoni tanulás miatt a gyerekkorban fontos szociális kapcsolatok nem tudnak kialakulni, szinte teljesen hiányoznak. Ezt siker esetén a későbbi hasonlóan kiemelkedő, nem átlagos emberekkel kialakuló kapcsolatok kompenzálhatják. A siker elmaradásának kockázatát fel kell mérni. 
A nevelési kísérletnek nemzetközi visszhangja is volt. Geoffrey Colvin(en), Frank McNeil és Cathy Forbes egész könyvet szenteltek a témának. Yossi Aviram(fr) A Polgár Lányok című dokumentumfilmje végigkíséri a lányok addigi életútját, a sokszor és sokat támadott család küzdelmeit és eredményeit. 

## Kapcsolódó oldalak
- Polgár László (pedagógus)
- Polgár Lászlóné
- Polgár Judit
- Polgár Zsófia
- Polgár Zsuzsa
- Geoffrey Colvin(en)
- Cathy Warwick(en), szül. Cathy Forbes
- Yossi Aviram(fr)